# Rikard Plantagenet
Rikard od Yorka, 3. vojvoda od Yorka (22. rujna 1411. – 30. prosinca 1460.), također poznat kao Rikard Plantagenet, bio je vodeći engleski velikaš, a pra-praunuk kralja Eduarda III. preko očeve linije, i pra-pra-praunuk istoga kralja preko majčine linije. Naslijedio je brojne zemljišne posjede i obnašao brojne državne funkcije u Irskoj, Francuskoj i Engleskoj, zemlji kojom je vladao kao Lord zaštitnik tijekom "ludosti" kralja Henrika VI.
Njegovi sukobi s Henrikovom suprugom, Margaretom Anžuvinskom, i ostalim članovima Henrikovog dvora, kao i njegovo zahtijevanje za prijestoljem, bili su vodeći čimbenik u političkom preokretu u Engleskoj sredinom 15. stoljeća, i uzrok izbijanja Ratova dviju ruža. Rikard je u konačnici izrazio želju za prijestoljem, ali je bio razuvjeren u svom naumu. Međutim, došlo je do dogovora da će on postati kralj nakon Henrikove smrti. No, tijekom idućih nekoliko tjedana od tog dogovora, poginuo je na bojištu. Dvojica od njegovih sinova, Eduard IV. i Rikard III., kasnije su postali kraljevi Engleske.

## Podrijetlo
Rikard od Yorka se rodio 1411. godine, kao sin Rikarda, grofa od Cambridgea (1385. – 1415.), i njegove supruge Ane Mortimer (1388. – 1411.). Oboje su vukli korijene od kralja Eduarda III. (1312. – 1377.): Rikardov otac je bio sin Edmunda, 1. vojvode od Yorka (začetnika dinastije York), četvrti preživjeli sin Eduarda III., dok je njegova majka Ana Mortimer bila prapraunuka Lionela, vojvode od Clarencea, Eduardovog drugog sina. Nakon smrti Aninog brata Edmunda, grofa od Marcha, 1425. godine, njezin je sin Rikard od Yorka polagao pravo na englesko prijestolje. Budući da je Anin brat nije imao djece, Rikardovo pravo na prijestolje je bilo znatno superiornije od prava Lancasterovih koji su korijene vukli od Ivana od Gaunta, trećeg sina Eduarda III.
Rikard je imao samo jednu sestru, Izabelu. Rikardova majka, Ana Mortimer, umrla je tijekom ili netom poslije poroda, te je njegov otac, grof od Cambridgea 1415. godine pogubljen zbog sudjelovanja u spletki Southampton u namjeri da se svrgne kralja Henrika V. iz loze Lancaster. U manje od nekoliko mjeseci nakon očeve smrti, Rikardov je stric, Eduard, drugi vojvoda od Yorka, ubijen na bitci kod Agincourta (ključna pobjeda Engleske u Stogodišnjem ratu u sjevernoj Francuskoj). Stoga je Rikard naslijedio Eduardovu titulu i zemljišni posjed postavši treći vojvoda od Yorka. Niže titule, ali veći posjedi obitelji Mortimer - uključujući njihovo pravo na englesko prijestolje - pripalo je Rikardu nakon smrti njegovog ujaka Edmunda Mortimera, petog vojvode od Marcha, 1425. godine.